# Hammerhaj
Hammerhajer er en gruppe af hajer i familien Sphyrnidae. Den har ikke de andre hajers spidse hoved, men derimod et fladere, bredt hoved. Derved kommer den til at minde om en hammer. Dens øjne sidder yderst på hver sin side af hovedet.
Hammerhajen er ekstremt adræt og kan stort set vende på en tallerken.
Hammerhajer findes hovedsageligt i tropiske farvande, men en enkelt art, S. zygaena,  er typisk for subtropiske og varmt tempererede farvande. En observation i Nordsøen ca. 150 km ud for Blåvandshuk i 2003 var formodentlig denne art. Til gengæld er en ofte gentaget påstand om et individ fanget ved Sjællands Odde i 1937 ikke rigtig, da en undersøgelse af et foto af hajen har vist, at det var en brugde.
Flere af arterne er i dag anset som truet, fordi der er mange der jager dem.
Den største art af hammerhajen kan blive helt op til 5 meter lang, men de øvrige arter er mindre. Hammerhajen har en elektrisk sans, som gør at den kan mærke, om et dyr har et svag hjerterytme.
Hvis en fisker fanger en hammerhaj, kan den finde på at angribe både. Der har også været flere registrerede angreb på mennesker, men de fleste resultatet af provokation fra mennesker (f.eks. når fanget) og ingen af dem var dødelige.
Hammerhajen er et rovdyr, som mest lever af fisk. Den er blandt kendt for at fange pilrokker, som ellers har en giftig pil på den lange hale. Men det generer ikke hammerhajen.